# Reggiane Re.2000
Die Reggiane Re.2000 Falco ist ein einsitziges Jagdflugzeug, das bei Reggiane in Italien gefertigt wurde. Die ganz aus Aluminium gefertigte Maschine verfügt über ein einziehbares Heckradfahrwerk. Sie wurde von einem 14-Zylinder-Doppelsternmotor angetrieben.

## Geschichte und Einsatz
Antonio Alessio und Roberto Longhi entwarfen 1937 das einsitzige Kampfflugzeug. Longhi war zwei Jahre zuvor von einer Anstellung in den USA zurückgekehrt. Dort war er stark von den amerikanischen Flugzeugen beeinflusst worden. So orientierte sich die Re.2000 an der amerikanischen Seversky P-35 mit einem bulligen kurzen Sternmotor im Gegensatz zu den zeitgenössischen italienischen Jagdflugzeugen. Der Erstflug des Prototyps mit der Markierung MM.408 fand am 24. Mai 1939 statt.
Im Gegensatz zu früheren italienischen Jagdflugzeugentwicklungen wurde, wie auch bei der Macchi C.200, großer Wert auf eine hohe Geschwindigkeit gelegt. Trotz allem waren auch die Manövriereigenschaften gut. Größter Nachteil der Maschine war die relativ leichte Bewaffnung von nur zwei MGs, die durch den Propellerkreis schossen. Durch die geringe Flächenbelastung war die Trudelgefahr gering.
Die Regia Aeronautica zeigte anfangs kein Interesse, aber Reggiane baute zwölf eigens für Katapultstarts verstärkte Re.2000 Serie II sowie 24 Serie III Langstreckenjäger mit erhöhter Tankkapazität für die italienische Marine.

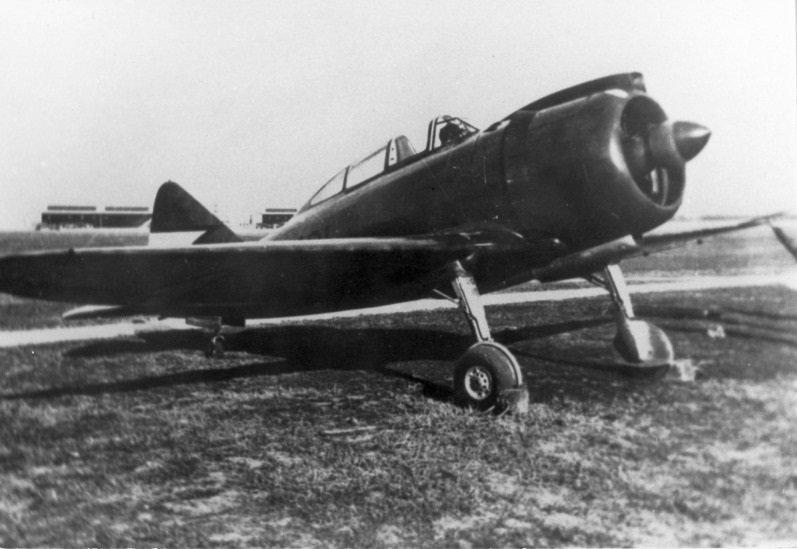
MÁVAG Hejja

Das Ausland wurde auf die Maschine aufmerksam. Großbritannien bestellte 300 Maschinen für den Einsatz im Mittleren Osten. Aufgrund des Kriegsbeitritts Italiens wurden die Aufträge jedoch storniert. Ungarn bestellte 70 Maschinen, die in Lizenz bei MÁVAG gefertigt werden sollten und als Hejja mit einem MW 14B-Motor, einem Lizenzbau des Gnôme et Rhône 14K, ausgerüstet waren. Ferner wurde in Ungarn eine stark modifizierte Variante, die Hejja II hergestellt. Insgesamt wurden etwa 200 Maschinen gefertigt. Am 28. November 1940 bestellte die Schwedische Luftstreitkräfte 60 Flugzeuge der Variante Reggiane Re.2000 Falco 1 und setzte die Maschinen zwischen 1941 und 1945 bei dem Geschwader F10 als J 20 ein.
Die Fertigungsrate der Maschine war zunächst gering, da das Herstellungswerk bei Turin 1941 von der britischen Luftwaffe wirkungsvoll bombardiert wurde. Insgesamt wurden 158 Flugzeuge hergestellt, von denen 28 an die italienische Marine geliefert und zu katapultstartfähigen Bordjägern umgerüstet wurden.
Die Maschinen wurden zunächst von der Regia Aeronautica als Begleitschutzjäger für Bomber verwendet, dann für gelegentliche Störangriffe auf Malta, bevor sie 1941 an der Ostfront eingesetzt wurden, bis sie durch bessere, deutsche Jagdflugzeuge ersetzt wurden.
Aus der Re.2000 entwickelte man zunächst die mit einem V12-Zylinder ausgestattete Reggiane Re.2001, dann die wiederum mit Sternmotor versehene Reggiane Re.2002 und schließlich die wiederum mit einem V12-Motor bestückte Reggiane Re.2005. Eine Maschine wurde umgebaut zum Jagdaufklärer Reggiane Re.2003.

## Militärische Nutzer

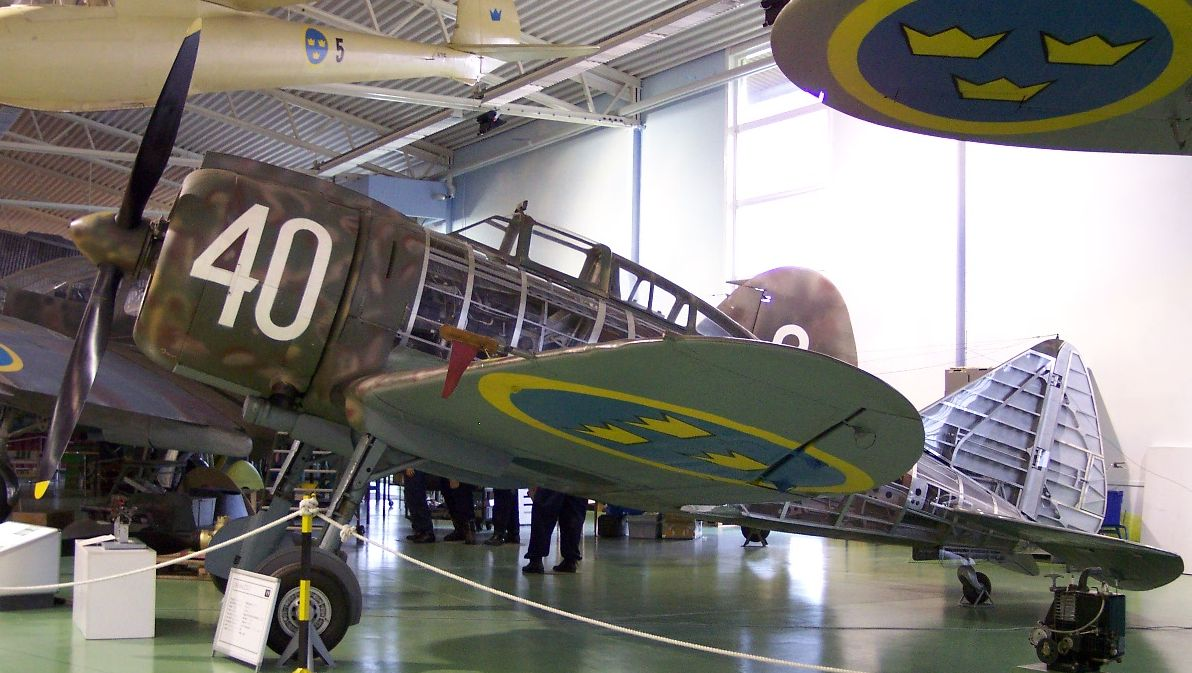
Reggiane Re.2000 Falco I der schwedischen Luftwaffe, das einzige heute noch erhaltene Exemplar

- Deutsches Reich
- Königreich Italien
  - Regia Aeronautica
- Schweden
- Ungarn

## Technische Daten

Dreiseitenansicht

| Kenngröße             | Daten                                            |
| --------------------- | ------------------------------------------------ |
| Besatzung             | 1                                                |
| Länge                 | 7,99 m                                           |
| Spannweite            | 11,00 m                                          |
| Höhe                  | 3,13 m                                           |
| Flügelfläche          | 20,60 m²                                         |
| Flügelstreckung       | 5,9                                              |
| Leermasse             | 2190 kg                                          |
| max. Startmasse       | 3050 kg                                          |
| Reisegeschwindigkeit  | 440 km/h                                         |
| Höchstgeschwindigkeit | 520 km/h                                         |
| Dienstgipfelhöhe      | 11.200 m                                         |
| Reichweite            | 950 km                                           |
| Triebwerke            | 1 × Piaggio P.XI mit 765 kW                      |
| Bewaffnung            | 2 × 12,7 mm MG, 200 kg Bomben an Aufhängepunkten |